# هنري غريفز
هنري غريفز (بالإنجليزية: Henry Graves)‏ هو مصرفي أمريكي، ولد في 1868 في أورانج ‏ في الولايات المتحدة، وتوفي في 1953 في نيويورك في الولايات المتحدة.